# Liste des personnalités politiques liées à Saint-Martin (Antilles françaises)
Liste des politiciens de la collectivité d'outre-mer de Saint-Martin (Antilles françaises), prétendant à l'un des 23 mandats de conseillers territoriaux (particulièrement au conseil exécutif), au mandat de député, et au mandat de sénateur.

## Liste dessiglesdes "Partis" politiques

### Listes  électorales locales depuis 2007(par ordre alphabétique)
- (ADPS) Alliance Démocratique pour Saint-Martin , par Wendel Cocks,
- (All) Alliance, par Dominique Riboud,
- (GS) Génération solidaire, par Louis Jeffry,
- (MAP) Movement for the advancement of the people, par Louis Mussington,
- (RRR) Rassemblement responsabilité réussite, par Alain Richardson,
- (RSM) Réussir Saint-Martin , par Jean-Luc Hamlet,
- (SMPT) Saint-Martin pour tous, par Marthe Ogoundélé-Tessi,
- (TDG-2012) Team Daniel Gibbs 2012, par Daniel Gibbs,
- (UD) Union pour la démocratie, par Daniel Gibbs,
- (UP) Union pour le Progrès , par Louis-Constant Fleming

### Représentants(Étiquettes)de partis "politiques" nationaux
- (FN) Front national, Nicole Thiebault, a succédé à Edouard Roussat,
- (PS) Parti socialiste, par Louis Mussington
- (UMP) Union pour un mouvement populaire, par Louis-Constant Fleming

## Nota
- Les politiciens de Saint-Martin ont toujours été élus sur leur propre personnalité et renommée locale, fort peu sur leur attachement à un parti national.
- Le conseil exécutif est composé du président du conseil territorial, de quatre vice-présidents et de deux autres conseillers. Son dernier renouvellement a eu lieu lors des élections du 25 mars 2012, mais modifié en 2013 à la suite de la démission forcée de son président.

| (Pdt.)        | Président du conseil territorial et exécutif      |
| (V-Pdt.)      | Vice-président du conseil territorial et exécutif |
| (cons. exé.)  | Conseil exécutif                                  |
| (cons. terr.) | Conseiller territorial                            |
| (ex-)         | ancien                                            |

## Politiciens en activité

### Têtes de liste (en activité)
- Aline Hanson (RRR), (Pdt. cons. terr. 2013)
- Guillaume Arnell (RRR), (V-Pdt. cons. exé. 2012)
- Ramona Connor (RRR), (V-Pdt. cons. exé. 2012)
- Wendel Cocks, (ADPS)(RRR), (V-Pdt. cons. exé. 2012)
- Rosette Gumbs-Lake, (RRR)  (V-Pdt. cons. exé. 2013),
- Daniel Gibbs, (TDG-12)(UD) (cons. exé.: opposition) 2013)
- Jeanne Vanterpool, (TDG-12)(UD) (cons. exé.f: opposition) 2013) 
.
- Député : Daniel Gibbs (UMP-Les Rép.)
- Sénateur : Guillaume Arnell (PS) ...(Radical de Gauche)

### Conseillers territoriaux (en activité) par ordre alphabétique
- Dominique Aubert (TDG-12) (cons. terr. oppo. 2012)
- Guillaume Arnell (RRR), (cons. terr. 2012)
- Maud Ascent-Gibbs (TDG-12) (cons. terr. oppo. 2012)
- Josiane Carty-Nettleford (RRR-12) (cons. terr. 2012)
- Jules Charville (TDG-12) (cons. terr. oppo.) 2012)
- Ramona Connor (RRR-12) (cons. terr. 2012)
- Wendel Cocks (ADPS)(RRR-12) (cons. terr. 2012)
- René-Jean Duret (RRR-12) (cons. terr. 2012)
- Louis Fleming (RRR-12) (cons. terr. 2012)
- Daniel Gibbs (TDG-12) (cons. terr. oppo. 2012)
- Alain Gros-Desormeaux (RRR-12)  (cons. terr. 2012)
- Rosette Gumbs-Lake (RRR-12) (cons. terr. 2012)
- Aline Hanson (RRR-12) (cons. terr. 2012)
- Christophe Henocq (TDG-12) (cons. terr. oppo. 2012), démissionnaire.
- Nadine Jermin-Paines (RRR-12) (cons. terr. 2012)
- Claire Manuel-Philips (TDG-12) - (cons. terr. oppo. 2012)
- Valérie Picotin-Fontrose (RRR-12) (cons. terr. 2012)
- Rolande Questel - (RRR-12) (cons. terr. 2012)
- Jean-Philippe Richardson (RRR-12) (cons. terr. 2012)
- Jean-David Richardson (RRR-12) (cons. terr. 2012)
- Jeanne Rogers-Vanterpool (RRR-12) (cons. terr. 2012)
- Antero Santos (RRR-12) (cons. terr. 2012)
- José Vilier (RRR-12) (cons. terr. 2012)

## Ex-Élus depuis 2007 (n'ayant plus de mandat) par ordre alphabétique

### Présidents (2007-2013)
- Louis-Constant Fleming (UP), (ex-pdt 2007)-(ex-sénateur 2014)
- Frantz Gumbs (UP), (ex-cons. terr. 2007), (ex-pdt 2008-2009)
- Alain Richardson (RRR)(DVG), (ex-cons. 2007-2012), (ex-Pdt. 2012)

### Ex-vice-Présidents  (2007-2013)
- Pierre Aliotti (UP), (ex-V-Pdt. 2007-2009),
- Claire Guion-Firmin (UP), (ex-V-Pdt. 2007-2009)
- Louis Jeffry (UP), (ex-cons. terr. 2007), (ex-V-Pdt. 2008-2009),
- Annette PHILIPS (UP) (ex-cons. terr. 2007), (ex-V-Pdt. 2007)
- Marthe Ogoundélé-Tessi (UP)(SMPT), (ex-cons. terr. 2007-2008)-(ex-V-Pdt. 2007)

### Ex-Conseillers (2007-2013)
- Richard Baray (UP), (ex-cons. terr. 2007)
- Noreen Brooks (RRR), (ex-cons. terr. 2007)
- Arnel DANIEL (UP), (ex-cons. terr. 2007)
- Myriam Herault (UP), (ex-cons. terr. 2007)
- Aline JEAN-PAUL (Vve Freedom) (RSM), (ex-cons. terr. 2007)
- Sylviane JUDITH (UP), (ex-cons. terr. 2007)
- Catherine Lake (UP), (ex-cons. terr. 2007)
- Carenne Mills (UP) (cons. terr. oppo. 2013), (remplaç. LCF)
- Louis Mussington (RRR)(MAP), (ex-cons. terr. 2007)
- Jean-David Richardson (UP) (ex-cons. terr. 2007)
- Rémy Williams (UP), (ex-cons. terr. 2007), (remplacament LCF)
- Ida Zin-Ka-Ieu (UP), (ex-cons. terr. 2007)

## Anciens politiciens d'avant 2007

### Anciens adjoints au maire décédés
- Louis Beauperthuy
- Choisy (1er Adj. Maire)
- Jean-Luc Hamlet (DVD)(RSM)
- Questel, (Adj. Maire)
- Albérick RICHARD
- Hervé WILLIAMS,

### Anciens Maires, conseiller Généraux & Régionaux

#### 1983 à 2007
Albert Fleming-Romney (Maire 1983-2007) • • Robert Weinum (cons. régio.) • Louis-Constant Fleming (cons. génér.) • 

#### 1949 à 1983
Elie Fleming (Maire 49-59) • Hubert Petit (Maire 1959-1977) • Elie Fleming (Maire 1977-1983) • 

#### 1904 à 1949
Charles-Daniel Beauperthuis (Maire 1904-1919) • Louis-Emmanuel-Fleming (Maire 1919-1925) • Ferdinand Morales (Maire 1925-1928) • Constant Fleming (Maire 1928-1949) • 

#### auXVIesiècle,XVIIesiècle,XVIIIesiècleetXIXesiècle
(Voir les Listes des dirigeants de Saint-Martin)